# Ernstgeorg Hering
Ernstgeorg Hering (* 1942 in Berlin) ist ein deutscher Theaterregisseur und Dramaturg.

## Leben
Ernstgeorg Hering ist der Sohn eines Historikers und einer Sprecherzieherin. An der Berliner Humboldt-Universität studierte er von 1961 bis 1966 Germanistik und Theaterwissenschaft, 1966 begann er seine Theaterlaufbahn als Regisseur und Dramaturg am Hans Otto Theater in Potsdam. Benno Besson verpflichtete Hering 1972 an die damalige Berliner Volksbühne, wo er mit namhaften Kollegen wie Heiner Müller, Matthias Langhoff oder Manfred Karge arbeitete. Daneben gehörte Hering von 1974 bis 1992 der künstlerischen Leitung der Volksbühne an. 1975 begann eine intensive und langanhaltende Zusammenarbeit mit dem Regisseur Helmut Straßburger, gemeinsam brachten sie es bis 1992 auf 31 Inszenierungen, von denen viele zu Gastspielen in verschiedene europäische Staaten eingeladen wurden, neben sozialistischen Bruderländern auch in die Bundesrepublik und die Schweiz. Zusammen mit Straßburger inszenierte Hering zwischen 1979 und 1991 auch regelmäßig am Badischen Staatstheater Karlsruhe. 1992 folgte eine Verpflichtung beider an das Anhaltische Theater in Dessau unter der damaligen Leitung von Johannes Felsenstein, die für Hering bis 2007 dauerte. Danach arbeitete er wiederholt am Theater in Naumburg und zuletzt am Theater Ansbach.
Bekannte Inszenierungen Herings waren neben anderen Rameaus Neffe von Denis Diderot, die gleichzeitig die langjährige Zusammenarbeit mit Helmut Straßburger begründete, Gerhart Hauptmanns Biberpelz mit Ursula Karusseit und Marianne Wünscher sowie Berlin Alexanderplatz nach dem gleichnamigen Roman von Alfred Döblin, das 111-mal auf dem Spielplan der Volksbühne stand. In Dessau inszenierte Hering den Hauptmann von Köpenick von Carl Zuckmayer mit Alfred Müller in der Titelrolle, den Besuch der alten Dame von Friedrich Dürrenmatt mit Ursula Karusseit als Claire Zachanassian oder William Shakespeares Was ihr wollt, mit dem er sich vom Anhaltischen Theater verabschiedete.
1972 war Hering darüber hinaus Mitbegründer des Jazz-Collegiums Berlin, in dem er selber Trompete spielte. 2011 wirkte er in dem Dokumentarfilm Vaterlandsverräter mit. Als Lehrbeauftragter unterrichtet er an der Theaterakademie Vorpommern im Fach „Dramaturgie“. Ernstgeorg Hering ist mit der Schauspielerin Hildegard Alex verheiratet.

## Filmografie
- 1981: Rameaus Neffe
- 1983: Der Biberpelz
- 1984: Koritke

## Theater (Regie mit Helmut Straßburger)
- 1973: Denis Diderot: Rameaus Neffe (Volksbühne Berlin – Sternfoyer)
- 1975: Carlo Gozzi: Das schöne grüne Vögelchen (Volksbühne Berlin)
- 1977: Armin Stolper (nach Michail Bulgakow): Aufzeichnungen eines Toten (Volksbühne Berlin – Sternfoyer)
- 1979: Carlo Gozzi: Turandot (Badisches Staatstheater Karlsruhe)
- 1981: Christian Dietrich Grabbe: Scherz, Satire, Ironie und tiefere Bedeutung (Theater im Palast)
- 1982: Omar Saavedra Santis: Amapola (Volksbühne Berlin)
- 1983: Heinrich von Kleist: Der zerbrochne Krug (Volksbühne Berlin)
- 1986: Aristophanes: Die Vögel (Volksbühne Berlin)
- 1987: Alfred Döblin: Berlin Alexanderplatz (Volksbühne Berlin)